# Neoconocephalus monoceros
Neoconocephalus monoceros is een rechtvleugelig insect uit de familie sabelsprinkhanen (Tettigoniidae). De wetenschappelijke naam van deze soort is voor het eerst geldig gepubliceerd in 1813 door Stoll.